# Lonicera periclymenum subsp. hispanica
Lonicera periclymenum subsp. hispanica é uma subespécie de planta com flor pertencente à família Caprifoliaceae. 
A autoridade científica da subespécie é (Boiss. & Reut.) Nyman, tendo sido publicada em Consp. Fl. Eur. 322 (1879).
Os seus nomes comuns são madressilva, madressilva-das-boticas, madressilva-do-periclímeno, madressilva-esverdeada ou madressilva-sem-pêlos.

## Portugal
Trata-se de uma subespécie presente no território português, nomeadamente em Portugal Continental.
Em termos de naturalidade é nativa da região atrás indicada.

## Protecção
Não se encontra protegida por legislação portuguesa ou da Comunidade Europeia.